# Додсон (Монтана)
Додсон (англ. Dodson) — місто (англ. town) в США, в окрузі Філліпс штату Монтана. Населення — 125 осіб (2020).

## Географія
Додсон розташований за координатами 48°23′44″ пн. ш. 108°14′49″ зх. д. / 48.39556° пн. ш. 108.24694° зх. д. (48.395647, -108.246969).  За даними Бюро перепису населення США в 2010 році місто мало площу 0,49 км², уся площа — суходіл. В 2017 році площа становила 0,43 км², уся площа — суходіл.

## Демографія
Згідно з переписом 2010 року, у місті мешкали 124 особи в 49 домогосподарствах у складі 32 родин. Густота населення становила 252 особи/км².  Було 71 помешкання (144/км²).
Расовий склад населення:
| - 49,2 % — корінних американців - 41,9 % — білих - 2,4 % — осіб інших рас |

До двох чи більше рас належало 6,5 %. Частка іспаномовних становила 6,5 % від усіх жителів.
За віковим діапазоном населення розподілялося таким чином: 32,3 % — особи молодші 18 років, 43,5 % — особи у віці 18—64 років, 24,2 % — особи у віці 65 років та старші. Медіана віку мешканця становила 35,5 року. На 100 осіб жіночої статі у місті припадало 121,4 чоловіків;  на 100 жінок у віці від 18 років та старших — 100,0 чоловіків також старших 18 років.
За межею бідності перебувало 33,1 % осіб, у тому числі 37,7 % дітей у віці до 18 років та 0,0 % осіб у віці 65 років та старших.
Цивільне працевлаштоване населення становило 55 осіб. Основні галузі зайнятості: освіта, охорона здоров'я та соціальна допомога — 47,3 %, сільське господарство, лісництво, риболовля — 30,9 %, транспорт — 7,3 %, роздрібна торгівля — 7,3 %.